# 交日当遗址
交日当遗址，位于中国青海省循化县文都乡拉兄村，为青海省市县级文物保护单位，公布日期为1987年5月12日，类型为古遗址。
交日当遗址的历史年代为齐家文化、卡约文化。